# گاه‌شناسی

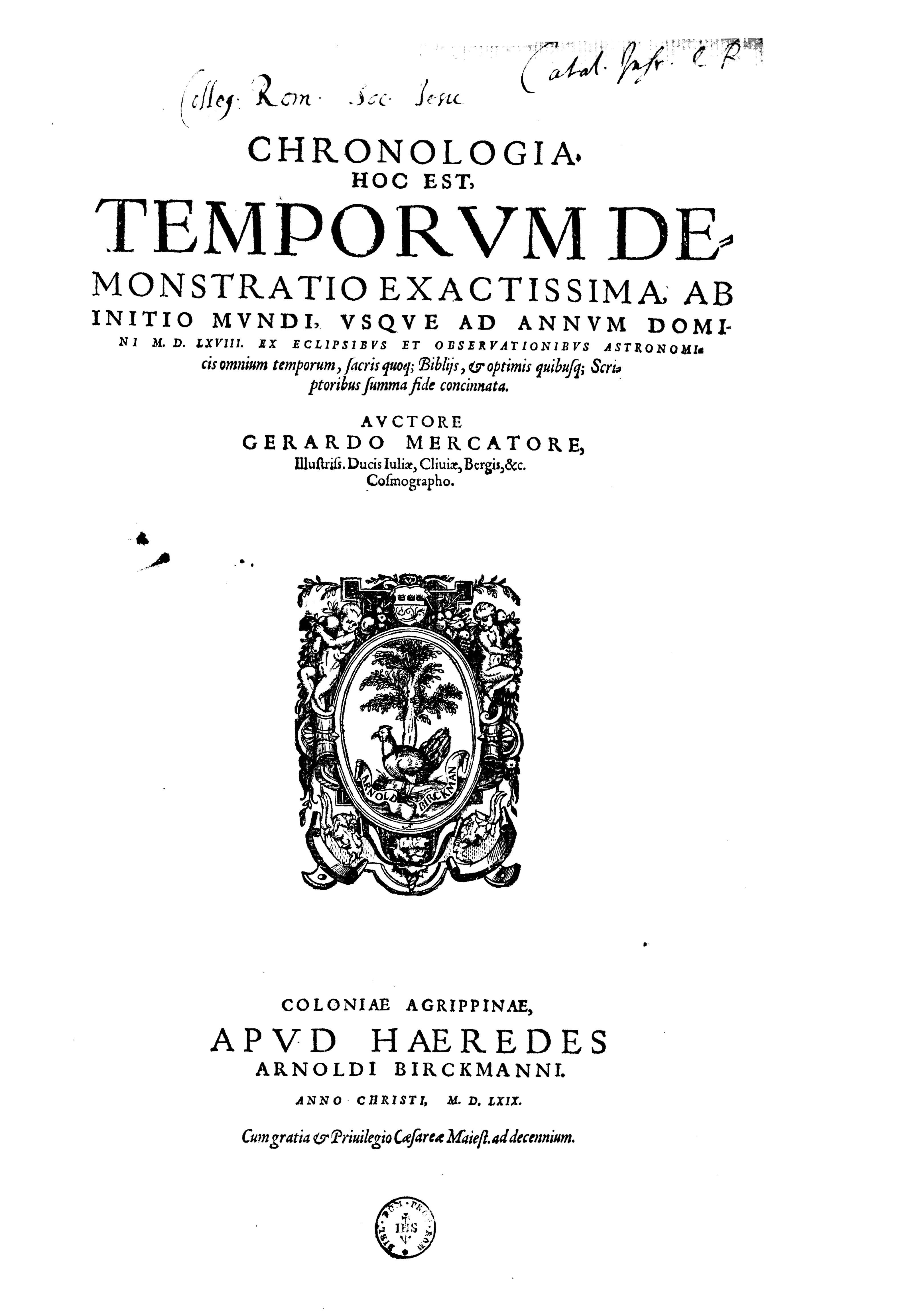
دقیق ترین نمایش، از آغاز جهان، تا سال 1568 میلادی. از کسوف ها و مشاهدات نجومی همه زمان ها، همچنین از انجیل های مقدس و... که جمع آوری شده است. توسط جرارد مرکاتور، ... کیهان شناس.

گاه‌شناسی یا گاه‌نگاری یا گاه‌شماری یا کرونولوژی (به انگلیسی: Chronology) به عنوان علمی برای محاسبه زمان یا دوره‌هایی از زمان و شناسایی تاریخ درست روی دادن رخدادها شناخته می‌شود.
در واقع رویدادنگاری به معنای سازگاری رخدادها با زمان دقیق آن‌ها می‌باشد که آن را جانمایی رویدادها در زمان نیز گفته‌اند. باید توجه داشت که رویدادنگاری یک «علم محاسباتی» است که به یافتن زمان یک پیشامد تاریخی و نه اندازه‌گیری زمان آن  می‌پردازد. 
رویدادنگاری دو بخش دارد: یکی شناسایی زمان پیدایش یک پدیده تاریخی است که به دانش باستان‌شناسی وابسته است و بخش دوم، دربرگیرنده جانمایی رخدادها در زمان دقیق آنهاست که این بخش، بیشتر به تاریخ مربوط است. رویدادنگاری نباید با واژهٔ کرونومتری که بخشی از علم فیزیک است اشتباه شود. رویدادنگاری به معنی علم جانمایی و جایگذاری پدیده های تاریخی در زمان، بخشی از دانش تاریخ است.
چینش رویدادها از آغاز به پایان یا برعکس را رویدادنگاری میگویند و هنگامی که از نمودار و جدول برای نمایش چینش رخدادها استفاده شود آن را خط زمانی (Timeline) می گویند.